# 富士自動車
富士自動車株式会社（ふじじどうしゃ）は、かつて存在した日本の企業。太平洋戦争後、米軍車輛の再生やオートバイ用エンジンの製造を主に手掛けた。小松製作所と業務提携を結んでから建設機械、農林業機械の製造に転換し、1973年に社名をゼノア株式会社（のち、小松ゼノア株式会社）に改めた。2000年に小松製作所の完全子会社となった後、大部分はコマツユーティリティを経て小松製作所に吸収合併され、農林業機械業はハスクバーナへの売却によりハスクバーナ・ゼノアとなった。

## 歴史
日造木工の前身は1914年(大正3年)東京麹町で創業し、輸入自動車の木製車体を制作していた工場であった。戦時中は軍用木製品の製造にもかかわり、1943年（昭和18年）に「日造木工所」と改名した。戦後は戦災のため世田谷に移転し木製洋家具などの製造も行った。

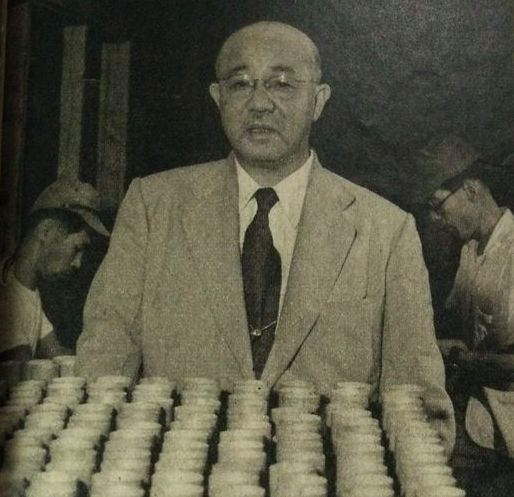
山本惣治

1947年（昭和22年）、日造木工所は商工省の指定により日産自動車の指定工場となった（指定工場とは、戦後の経済混乱期に取られた経済統制政策のひとつで、国が中小企業を大企業の系列工場に指定する制度である）。翌1948年には日産自動車社長であった山本惣治が社長になり、「富士自動車株式会社」と改名した。山本は1933年（昭和8年）日産自動車が設立された当初から経営に参画した人物で、戦時中は日産系の満洲自動車の社長を歴任。太平洋戦争での敗北に伴う公職追放から日産自動車社長に就任するも、自身も公職追放の憂き目に遭い富士自動車を設立し社長になった。
富士自動車は山本惣治とともに激動の歴史を歩むことになる。米軍側から相談があった、占領軍自動車の修理事業であった。当時在日米軍最大のスクラップヤードは、横須賀市の旧海軍航空隊追浜飛行場に置かれており、ここに太平洋戦争での消耗でスクラップ状態になったジープやトラックなどが南方の戦場から運び込まれていた。富士自動車はここに工場を構え、占領軍自動車の修理・解体・再生事業を行った。1948年から開始された米軍車両の再生事業は当初好調で、町工場同然の企業は短期間に従業員約1万人の大会社に拡大した。富士自動車が1958年までに再生した米軍車両は、のべ22万9,100台に及ぶ。
1950年（昭和25年）に朝鮮戦争が勃発すると、戦場から破損した車両が大量に持ち込まれ、工場は繁忙をきわめた。事業は拡大し、1952年（昭和27年）には株式を上場する。占領軍の自動車修理事業がいつまでも続くものではないと、同年に電撃的にクライスラーと技術提携を行い、乗用車製造事業に参入、排気量3500ccのプリムスのノックダウン生産)を開始し、初年度180台、翌年288台を生産した。しかしながら、大型自動車の国産化に否定的な立場をとっていた通商産業省がこれを妨害し、富士自動車に外貨の割り当てを与えなかったため、ノックダウン事業は中止に追い込まれた。
1953年（昭和28年）に東京瓦斯電気工業株式会社を吸収合併。合併に伴いガスデンブランドを引き継ぐ。瓦斯電は明治期に創業した歴史ある会社で、戦前戦中には神風号や航研機の航空機エンジン、九四式六輪自動貨車、九四式軽装甲車などを生産した。戦後は小型バイクのエンジンなどを作っていたが、当時は経営危機にあった。
1955年（昭和30年）には鶴見工場開発による三輪自動車フジキャビンを発売。瓦斯電のエンジンを搭載し、木工技術の蓄積を生かして外国にも例のないFRP樹脂製ボディを採用するなどした斬新な設計であった。しかしフジキャビンは、生産と販売の両面で問題が多発。事業撤退までの2年間に85台ほどが生産されたに過ぎなかった。
同じ1955年には、米軍修理車両の激減による追浜工場の人員整理が発表され、これを不満とする労働争議が発生、国会でも問題に取り上げられる事態となり、1960年（昭和35年）まで社内は混乱した。米軍車両の修理を行っていた追浜工場は争議の末閉鎖され、これを日産自動車が入手、1961年（昭和36年）から日産追浜工場として操業中である。1955年（昭和30年）には「日造木工所」系の世田谷工場を分離し、同所を本店とする同名の富士自動車株式会社を別会社として設立。自動車車体の他、家具製造部門が分離され洋家具の製造を行う。1994年に家具製造部門は廃止されたものの、2025年現在も株式会社イマックスとして、駒沢大学駅前の同工場跡地に建設されたIMAXビルを管理する不動産賃貸業として存続している。
フジキャビンに失敗、米軍車両修理事業を失い、労働争議で疲弊した自動車部門であったが、1961年（昭和36年）秋の全日本自動車ショウにガスデンミニバンを発表する。工業デザイナー・柳宗理の事務所がデザインした卵形のユニークなデザインを持ち、ガスデン設計の2サイクル水平対向二気筒356ccエンジンを搭載したキャブオーバータイプの軽四輪車であった。しかし、当時の富士自動車にこれを生産する余力はすでに無く、ミニバン発表直後に社長の山本惣治も急逝した。
1962年、社長を失った富士自動車は、小松製作所（コマツ）と業務提携し、バックホーやエンジン刈払機などの生産に活路を見いだした。その後、1973年（昭和48年）にゼノア株式会社、1979年（昭和54年）には小松ゼノア株式会社と改名するなど次第に小松色を強め、2002年（平成14年）にはコマツの完全子会社となり上場廃止となった。コマツの一部門として、産業建設機器、農林機器、航空機部品、ラジコンやゴーペッド用のホビーエンジンなどを作っていたが、ホビーエンジン部門は廃止され、農林機器部門は2007年4月1日をもって株式会社ゼノアとして分社し、全株式がスウェーデンのハスクバーナに売却されコマツグループから離脱、残りの部門は小松フォークリフトと合併してコマツユーティリティ株式会社となっている。こうして富士自動車の法人格は完全に消滅した。

### 年表
- 1947年 日造木工株式会社設立。自動車車体製造および洋家具製造事業。本社東京都世田谷区。
- 1948年 富士自動車株式会社に商号変更。進駐軍用自動車の再生、修理事業で繁忙。
- 1952年 東京証券取引所に上場。港区芝に本社移転。朝鮮戦争特需で軍用車再生事業がピークをむかえる。
- 1953年 東京瓦斯電気工業株式会社を合併、立川工場とする。
- 1955年 フジキャビン発売。富士自動車争議。米軍修理車両の激減による人員整理が契機となり1960年まで社内は混乱した。
- 1962年 ガスデンミニバン発表も生産には至らず。株式会社小松製作所と業務提携。
- 1964年 バックホー生産販売開始。
- 1965年 防除機、刈払機の生産販売開始。東大和市に移転。
- 1972年 大日本機械工業を合併[3]。
- 1973年 ゼノア株式会社に商号変更[3]。
- 1979年 小松部品を合併し、小松ゼノア株式会社に商号変更。
- 2000年 立川工場（旧瓦斯電立川工場）売却、川越市に移転
- 2002年 株式交換により上場廃止、コマツの完全子会社となる。
- 2007年 農林機器部門を株式会社ゼノアとして分社しハスクバーナに売却。小松フォークリフト株式会社と合併してコマツユーティリティ株式会社となる。

## 自動車の車種一覧

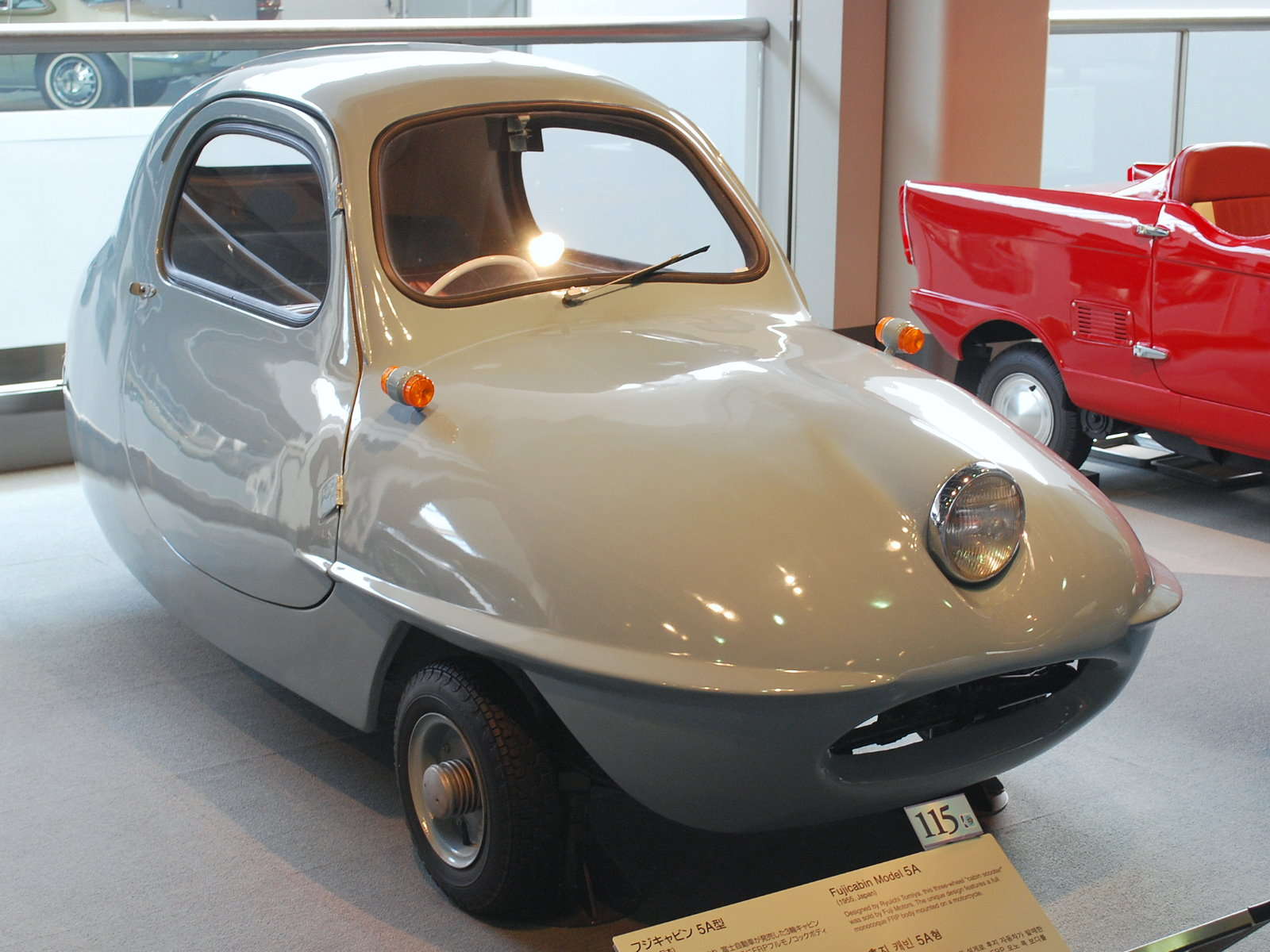
フジキャビン5A型

- フジキャビン（1956年 - 1957年）
- ガスデンミニバン（未発売）